# Гийё, Эрве
Эрве Гийё (фр. Hervé Guilleux, род. 15 февраля 1956 году) — французский мотогонщик, в 1983 году выигравший гонку в классе 250сс. В тот год он закончил сезон на четвёртой позиции в серии.

## Карьера
Эрве Гийё выступал в классах 250cc, 350cc и 500cc с перерывами с 1979 по 1987 год.
Первым выступлением пилота стало участие во французском этапе мотоциклетного чемпионата мира сразу в двух классах: 350cc и 500cc.
Он выступал за команду «Rieju» и занял соответственно четвёртое и тринадцатое место, в результате остался в истории серии 350cc 1979 года на 19 месте с восемью очками.
Это неожиданно высокое достижение было связано с разработкой и тестированием экспериментального магниевого шасси «BUT». Это шасси было разработано для выступлений Эрика Оффенштадта, но тот отказался использовать его.
В сезоне 1981 года Эрве проводит две гонки в серии 250cc за «Siroko Rotax».
Занимает четвёртое и девятое места и, пропустив десять гонок из двенадцати, стал двадцатым в общем зачёте.
1983 год стал самым результативным в карьере, Гийё выступает за заводскую команду Kawasaki на шасси BUT.
Провёл практически весь сезон: из 11 гонок на одну не был заявлен, в двух не прошёл квалификацию, один раз пришёл двенадцатым, в остальных финишировал в очках.
Дважды был бронзовым призёром, один раз — серебряным и один гран-при выиграл.
Итогом сезона стало почётное четвёртое место в общей квалификации, став единственным представителем Кавасаки в верхней части таблицы.
Первые три места в том году заняли Карлос Лавардо, Кристиан Саррон и Дидер Де радигес.
Сезон 1984 года провёл, выступая за «JJ Cobas», но в шести гонках не набрал ни одного очка: пять раз не был квалифицирован и один раз пришёл четырнадцатым.
В сезоне 1987 года вернулся в мотоспорт, выступал за команду Клода Фьора на шасси Fior 500, но, в отличие от Марко Джентиля, финишировал на 18-20 местах.
Проведя восемь гонок, Эрве Гийу завершил спортивную карьеру.